# Atelopus oxapampae
Atelopus oxapampae is een kikker uit de familie padden (Bufonidae) en het geslacht klompvoetkikkers (Atelopus). De soort werd voor het eerst wetenschappelijk beschreven door Edgar Lehr, Stefan Lötters en Mikael Lundberg in 2008. Omdat de soort pas sinds recentelijk is beschreven wordt de kikker in veel literatuur nog niet vermeld.
Atelopus oxapampae leeft in delen van Zuid-Amerika en komt endemisch voor in Peru. De kikker is bekend van een hoogte van 1770 tot 2200 meter boven zeeniveau. De soort komt in een relatief klein gebied voor en is hierdoor kwetsbaar. Door de internationale natuurbeschermingsorganisatie IUCN wordt de soort beschouwd als 'Bedreigd'.
Atelopus oxapampae is bekend van drie locaties, die binnen een afstand van 26 kilometer van elkaar gelegen zijn.